# Евлоги Георгиев
Евлоги Георгиев Недев е български предприемач, смятан за най-богатия български търговец и банкер от края на XIX век.
Прекарва по-голямата част от живота си (60 г.) в чужбина, но не престава да се чувства дълбоко свързан със съдбата на своя български народ. Брат на Христо Георгиев.

## Биография
Роден е на 3 октомври 1819 г. в Карлово. Учи при Райно Попович в родния си град, а след това в Пловдив, като след приключване на образованието си учителства известно време в Карлово. През 1837 г. заминава за Галац, където двамата братя на майка му – Христо Пулиев и Никола Пулиев – имат фирма за търговия с ориз. На 1 март 1839 г. тримата подписват общ протокол за търговска дейност. Христо Пулиев влага 68 000 гроша, Никола – 50 000, а Евлоги – 27 000. Скоро в Галац пристига и брат му Христо. В първите години те продават ориз, зърно и самоковско желязо. В началото на 50-те години на ХIХ век братята започват сътрудничество с гръцката фирма „Теолого“ в Манчестър и от Англия внасят прежди, платове, желязо, захар, подправки, кафе и ром. В 1852 г. равносметката на съдружниците е: Хр. Пулиев – 445 386 гроша, Н. Пулиев – 222 482, Ев. и Хр. Георгиеви – 613 671, Стефан Василев – 42 390, Иван Пулиев – 30 785. Братята откриват и тайните на банкерството – следят лихви, сконто и курсови разлики. През 1872 г. 90% от приходите им са от банкови операции. Ако сравним капиталите на фирмата през 1839 г. (145 000) и 1878 г. (11 631 000), по-голямата част от които са на братя Георгиеви, то увеличението е над 95 пъти. При смъртта на Евлоги състоянието му е 23 милиона.
Христо Ботев е роднина с братя Георгиеви по майчина линия, но въпреки всички трудности по време на живота му в Румъния не се обръща към тях за финансова помощ.

### След Освобождението
Избран е за депутат в I обикновено народно събрание (есента на 1879 г.). Стефан Стамболов оспорва избора имайки предвид гражданството на Е. Георгиев, но събранието не предприема някакво решение за касиране.
През 1880 година Евлоги Георгиев е избран за депутат във II обикновено народно събрание, но изборът му този път е касиран предвид неговото руско гражданство.
Избран за депутат от Консервативната партия във II ВНС през 1881 г. Изборите тогава протичат под натиска на правителството съпроводени с масови репресии и частично военно положение. Не е имало оспорване на изборните резултати. 
Част от архивите му се съхраняват във фонд №7 на Българския исторически архив в Националната библиотека „Св. св. Кирил и Методий“.

## Благотворителност
Той и брат му Христо Георгиев участват в множество благотворителни инициативи със значителни суми. В продължение на много години Евлоги Георгиев подпомага издръжката на бедни ученици в чужбина, различни дружества, читалища, народополезни движения, училища и др. Сред по-крупните негови дарения са:
- на болницата в Галац – 100 000 лв.
- на университета „Карол I“ – 200 000 лв.
- на Българско девическо училище в Солун – 50 000 лв.[6]
- на Българска болница в Цариград – 120 000 лв.

Евлоги Георгиев построява фабрика за вълнени платове в Карлово за 500 000 лв.
Венец на филантропската му дейност е сградата на Софийския университет. Откритото през 1888 г. първо и единствено Висше училище в Княжеството се нуждае от собствен дом. През 1896 г. той подарява на българската държава 800 хил. лв. за построяване сграда на университета и предоставя парцел от 10 134 m2 в центъра на София (на стойност 200 хил. лв.).
С дарени от него средства е построено и средно техническо училище и фабрика в родния му град Карлово.
Евлоги и Христо Георгиеви са погребани в гробището Белу в Букурещ, Румъния, а гробницата им е призната за архитектурен паметник от румънската държава.

### Завещание
Завещанието на Евлоги Георгиев е отворено на 9 юли, два дни след смъртта му през 1897 г., в Илфовския окръжен съд в Букурещ. Близките му, особено наследниците на семейство Пулиеви, се надяват да забогатеят, но след като адвокатът им прочита завещанието, става ясно, че Евлоги Георгиев дарява:
- На българската черква в Букурещ 20 000 лева.
- „Да се поддържа училището „Кирил и Методий“ – 200 000 лева са предназначени за Букурещкия университет, „за да се издържат бедните, но прилежни студенти.“
- На общината в Галац са завещани 30 000 лева.
- 6 000 000 лева дарява за построяване на Висше училище в България.
- 20 000 са отделени и за строителството на българска болница в Цариград.
- За приюта „Елена“ и букурещкото управление на болниците.
- Три години преди смъртта си той е купил сграда в Солун за българска община.
- На първите си братовчеди, родени от тримата братя на майка му – Христо, Никола и Иван Пулиеви, дава по 16 000 лева, които по-късно променя на 40 000.
- Още по 4000 лева дава на тези от братовчедките си, които са останали неомъжени.
- На леля си Елисавета Пулиева оставя къщите си в Букурещ заедно с покъщнината, конете и недвижимите имоти към тях.
- За универсален изпълнител на завещанието на Евлоги Георгиев е определен Иван Евстратиев Гешов.

В завещанието си той пише: „Само надеждата ми, че ще мога и аз да участвам в преуспяването и величието на отечеството ми, ме прави да умра спокойно“. С прагматизма на делови човек той знае, че просперитетът на българското общество е немислим без висше училище, в което да се преподават предмети „преимуществено от положителните науки с приложение към индустрията“. За тази цел той дава 6 млн. лв. от цялото му състояние и с дохода от тях да се основе и поддържа такова училище.

### Оспорване
Вуйчото на Евлоги – Иван Пулиев (сменил малкото си име на Горан) оспорва завещанието и завежда дело в Илфовския съд. През 1899 г. умира, но делата продължават синовете Богдан, Христо и Драган и дъщеря му Елисавета Караминкова. Процесът се политизира. Министърът на правосъдието Панайодов внася първата искова молба за фалшифициране завещанието на Евлоги Георгиев. На 2 март 1907 г. министърът на финансите Лазар Паяков внася друг иск за 16 000 000 лева. Тези пари Евлоги Георгиев уж обещал за освободителната борба в Македония, които от своя страна наследникът присвоил. Според финансовия министър обаче те принадлежали на България.
Правителството, в което петима министри са юристи – Гудев, Генадиев, Панайодов, Станчев и Апостолов, завежда дело. Ответник е Иван Евстратиев Гешов. Макар да е страна в спора, министър-председателят Д. Петков запазва умереност: „Правителството няма да спечели пари и чест в това дело.“ То губи процеса въпреки разпита на многобройни свидетели. Според свидетеля Н. Бакърджиев още приживе Евлоги Георгиев казал: „Аз ще постъпя по такъв начин, щото никой да не може да атакува завещанието и да посегне на имота ми.“ Не успява и българското правителство.
Консултанти на Иван Евстратиев Гешов са професорите по гражданско право в Парижкия университет Марсел Планиол и Андре Вайс. Те се произнасят: „Как е възможна подобна лудост от едно правителство?“
Съдебният процес забавя създаването на Висше училище, каквото предвижда член 13 от завещанието на Евлоги Георгиев. През 1896 г. той е дарил 800 хил. лв. и място от 10,5 дка на улиците „Дондуков“ и „Цариградско шосе“. Желанието му било училището да се казва „Евлоги и Христо Георгиеви от Карлово“.

### Решение на съда
През 1911 г. се решава с парите, които вече са станали над 13 млн., да се строи и университет, и висше техническо училище, библиотека, музей и техническо училище в Карлово. Това противоречи на волята на дарителя, решава обаче Народното събрание през 1915 г.
Едва през 1934 г. от създадения от Евлоги Георгиев фонд най-напред е построен днешният ректорат на Софийския университет, а след това се построяват и другите 2 крила. Пред парадния му вход стоят скулптурите на двамата братя, дело на Кирил Шиваров.

## Памет
На Евлоги Георгиев и неговия брат е наречен булевард „Евлоги и Христо Георгиеви“ в София (Карта).